# The Early Days
The Early Days est un double DVD, sous-titré The History of Iron Maiden. Part 1 du groupe de heavy metal britannique Iron Maiden, publié par EMI le 8 novembre 2004, presque exactement 25 jours après la signature du groupe sur le label britannique.
Le coffret offre une collection unique de matériel d'archive sur l'histoire du groupe, des premiers concerts dans les cafés des quartiers de Londres, en pleine vague punk, à un groupe qui cinq ans plus tard devient capable de remplir les plus grandes salles de concert dans le monde entier.

## Liste des morceaux

### DVD #1
120 minutes.

#### Live at the Rainbow(1980)
- Ides of March
- Wrathchild
- Killers
- Remember Tomorrow
- Transylvania
- Phantom of the Opera
- Iron Maiden

Réédition d'une cassette vidéo rare.

#### Live at Hammersmith Odeon (1982)
- Murders in the Rue Morgue
- Run to the Hills
- Children of the Damned
- The Number of the Beast
- 22, Acacia Avenue
- Total Eclipse
- The Prisoner
- Hallowed Be Thy Name
- Iron Maiden

Montage inédit de la tournée Beast on the Road.

#### Live at Rock & Pop Festival,Dortmund(1983)
- Sanctuary
- The Trooper
- Revelations
- Flight of Icarus
- 22, Acacia Avenue
- The Number of the Beast
- Run to the Hills

Ce concert inédit a été filmé durant la tournée World Piece Tour

### DVD #2
195 minutes.

#### Live at The Ruskin Arms (1980)
- Sanctuary
- Wrathchild
- Prowler
- Remember Tomorrow
- Running Free
- Transylvania
- Another Life
- Phantom of the Opera
- Charlotte the Harlot

#### Extras
- Running Free (Live à Top of the Pops, Royaume-Uni)
- Women in Uniform (Live à Top of the Pops, Royaume-Uni)
- Running Free" (Live à Rock and Pop, Allemagne)

#### vidéo promotionnelles
- Women in Uniform
- Run to the Hills
- The Number of the Beast
- Flight of Icarus
- The Trooper
- Ainsi qu'un documentaire rare de 20 minutes de 1981 sur le groupe, réalisé par la Twentieth Century Fox.

De surcroît, le coffret inclut des galeries photo, les livrets des tournées, la discographie...